# Јудин пољубац
Јудин пољубац је један од срамних историјских чинова, којег је спровео Јуда Искариотски према Исусу Христу. Пољубац је био уговорени знак којим је Јуда проказао Исуса властима и одвео га у смрт. Због такве нискости Јудин пољубац данас симболише велико издајство.